# Бароев, Михаил Сандрович
Михаил Сандрович Бароев (15 января 1919 года — 12 февраля 1994 года) — советский военный деятель, генерал-майор (13.04.1964).

## Биография

### Ранние годы
Михаил Бароев родился 15 января 1919 года в семье крестьянина в селении Гизель (ныне — в Пригородном районе Северной Осетии). До начала Великой Отечественной войны учился в сельской школе, в горно-металлургическом техникуме.

### В рядах РККА
1 февраля 1940 года добровольцем вступил в ряды Красной армии и направлен на учёбу в военное училище связи в г. Владикавказе.

### В годы войны
Лейтенант Бароев в действующей армии с июля 1941 года. Последовательно занимал должности: командира взвода, командира роты, командира батальона, командира стрелкового полка на одном из тяжелейших фронтов — Ленинградском.
В апреле 1942 года командование фронтом направляет молодого комбата лейтенанта на учёбу в Военную академию им. М. В. Фрунзе, где он прошёл ускоренный курс обучения. В феврале 1943 года капитан Бароев снова на передовой. В должности заместителя командира стрелкового полка он показал себя как смелый, волевой, инициативный офицер. Находясь всегда на самых опасных участках боя, Михаил Сандрович был примером бесстрашия, мужества и отваги для своих подчинённых.
С 1944 года — командир 947-го стрелкового полка 268-й стрелковой Мгинской Краснознамённой дивизии. В боях за освобождение Прибалтики полк под его командованием стал одним из лучших на фронте.

### После войны
После Великой Отечественной войны успешно закончил в 1954 году Военную академию имени М. В. Фрунзе, в 1961 году окончил Военную академию Генерального штаба Вооружённых сил СССР.
С августа 1961 года был командиром 77-й гвардейской мотострелковой дивизии Ленинградского военного округа (управление — в Архангельске). 13 апреля 1963 года ему было присвоено звание генерал-майора.
С декабря 1964 года он командовал 9-й мотострелковой Краснодарской Краснознаменной орденов Кутузова и Красной Звезды дивизией имени Верховного Совета Грузинской ССР в Майкопе СКВО.
В 1970 году генерал-майор Бароев М. С. ушёл в отставку, вернулся в родную Осетию. На родной земле он продолжал трудиться в системе агропромышленного комплекса республики на ответственных постах.
Генерал-майор Бароев М. С. умер 11 февраля 1994 года. Похоронен на Аллее Славы во Владикавказе.

## Награды
- Орден Красного Знамени[3]
- Орден Александра Невского (СССР)[4]
- Орден Отечественной войны I степени[5]
- Орден Отечественной войны I степени[6][7]
- Орден Отечественной войны II степени[8]
- Орден Красной Звезды
- Орден Красной Звезды[9]
- Медаль За оборону Ленинграда[10]
- Медаль «За отвагу»[10]
- Медаль «За боевые заслуги»[9]
- Медаль «В ознаменование 100-летия со дня рождения Владимира Ильича Ленина» (6 апреля 1970)
- Медаль «За победу над Германией в Великой Отечественной войне 1941—1945 гг.»[7][11](9 мая 1945[12])
- Юбилейная медаль «Двадцать лет Победы в Великой Отечественной войне 1941—1945 гг.» (7 мая 1965[13])
- Юбилейная медаль «Тридцать лет Победы в Великой Отечественной войне 1941—1945 гг.»[14]
- Медаль «Сорок лет Победы в Великой Отечественной войне 1941—1945 гг.»[15]
- Медаль «Ветеран Вооружённых Сил СССР»
- Медаль «30 лет Советской Армии и Флота»[16]
- Юбилейная медаль «40 лет Вооружённых Сил СССР»[17]
- Юбилейная медаль «50 лет Вооружённых Сил СССР» (26 декабря 1967[18])
- Юбилейная медаль «60 лет Вооружённых Сил СССР» (28 января 1978[19])
- Юбилейная медаль «70 лет Вооружённых Сил СССР» (28 января 1988[20])
- Медаль «За безупречную службу» I степени
- Знак «Гвардия»
- Знак МО СССР «25 лет Победы в Великой Отечественной войне» (24 апреля 1970[1])

## Память
- На могиле установлен надгробный памятник
- Мемориальная доска выпускнику СКГМТ Михаилу Бароеву открыта в здании техникума Владикавказа[21]